# Ô Paradis

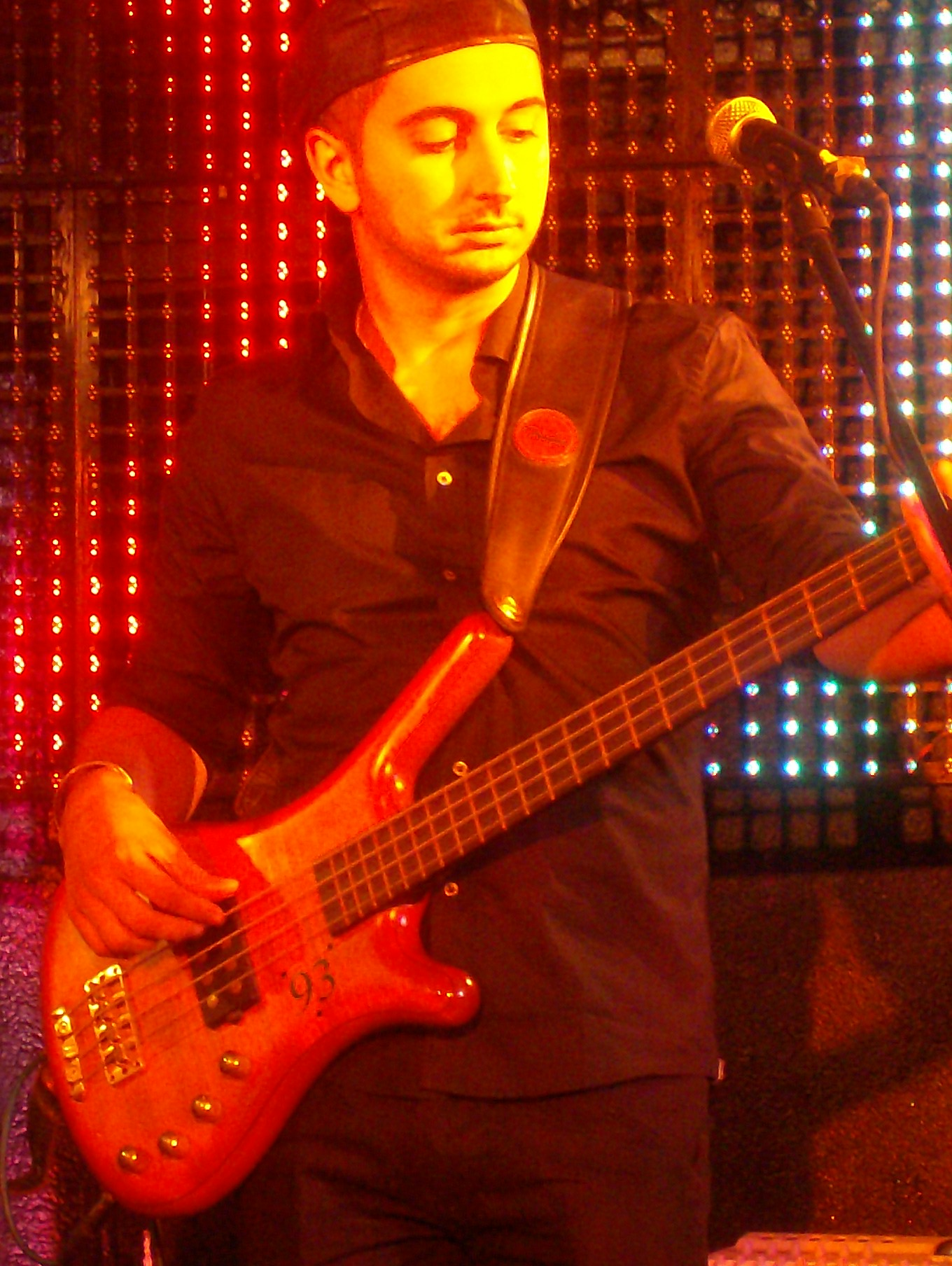
Demian Recio, Sänger und Gründer der Band Ô Paradis, in der Sala Boite in Madrid (2009)

Ô Paradis ist eine Avantgarde-Gruppe aus Katalonien. Die Band wurde Ende der 1990er Jahre von Sänger und Songwriter Demian gegründet und weist Stilelemente zwischen Pop, Folklore und experimenteller Musik in der Post-Industrial-Tradition auf.
Die Musik von Ô Paradis ist songorientiert, die meisten Lieder sind Midtempo- oder Downtempo-Nummern und verfügen über eine eingängige Melodie. Der (fast ausschließlich in Demians Muttersprache vorgetragene) Gesang kann als „warm“ und leicht melancholisch bezeichnet werden und ergänzt ein volles und auf Harmonie hin angelegtes Klangbild. Dies darf jedoch nicht darüber hinwegtäuschen, dass der Sound oft ganz heterogenen, teilweise gesampleten Klangquellen entspringt.
Ô Paradis kann als eine Art Soloprojekt Demians verstanden werden, an dem sich wechselnde Gastmusiker beteiligen. Zu den bekanntesten zählen J. Weber und Frl. Tost von Novy Svet und Gerhard Petak von Allerseelen. Ô Paradis genießen im deutschsprachigen Raum eine wachsende Popularität bei Hörern der Neofolk-, Neoklassik- und Industrial-Musik. Die Veröffentlichungen der Band erscheinen mittlerweile beim italienischen Label Punch Records.

## Veröffentlichungen (Auswahl)
- Ensuenos (2001)
- Reinos (2002)
- Serpiente De Luna, Serpiente Del Sol (2003)
- Entre Siempre Y Jamás Suben Las Mareas, Duermen Las Ciudades (2003 zusammen mit Novy Svet)
- Destello De Estrellas En La Frente (2005 zusammen mit Novy Svet)
- La Boca Del Infierno (2005)
- Las Nubes Que Mueren (2006, Doppel-CD mit Outtakes und Versionen bereits bekannter Stücke)
- Cuando El Tiempo Sopla (2007)
- Initium Dolorum (2009 zusammen mit Elli Riehl)
- Nos Cœurs Expulsés (2011 zusammen mit Nature Morte)
- Transform Thyself (2011 zusammen mit Val Denham)